# Nocny patrol (film 2019)
Nocny patrol (ang. Crown Vic) – amerykański dramat z 2019 roku w reżyserii Joela Souzy, wyprodukowany przez wytwórnie Film & TV House, GEM Entertainment i Screen Media Films.
Premiera filmu odbyła się 26 kwietnia 2019 podczas Tribeca Film Festival. Siedem miesięcy później, 8 listopada, obraz trafił do kin na terenie Stanów Zjednoczonych.

## Fabuła
Policjanci Ray Mandel (Thomas Jane) i Nick Holland przemierzają ulice Los Angeles. Podczas patrolu dostają rozkaz wszczęcia pościgu za mordercami funkcjonariuszy. Wskutek niespodziewanych zdarzeń rozpoczynają też poszukiwania zaginionej dziewczyny i stawiają czoło nieuczciwemu stróżowi prawa.

## Obsada
- Luke Kleintank jako Nick Holland
- Thomas Jane jako Ray Mandel
- Bridget Moynahan jako Tracy Peters
- David Krumholtz jako Stroke Adams
- Scottie Thompson jako Claire
- Josh Hopkins jako Jack VanZandt
- Devon Werkheiser jako Floyd Stiles
- Emma Ishta jako Ally

## Odbiór

### Krytyka
Film Nocny patrol spotkał się z mieszaną reakcją krytyków. W serwisie Rotten Tomatoes 58% z dwudziestu sześciu recenzji filmu jest pozytywne (średnia ocen wyniosła 5,95 na 10). Na portalu Metacritic średnia ocen z 7 recenzji wyniosła 47 punktów na 100.